# Edm유학센터

edm유학센터(법인명: edm에듀케이션)는 2000년에 설립된 대한민국의 유학 관련 교육기관이다. 미국, 영국, 캐나다, 호주 등의 영어권 국가를 중심으로 유학 컨설팅, 어학연수, 해외 대학 입학 지원 서비스를 제공한다. 국내 유학원 업계에서 활동 중인 기관 중 하나로 분류된다.
서울 강남, 부산 서면, 대구 동성로에 직영 지사를 운영하고 있으며, 영국 런던과 대만 타이베이에 해외 직영 지사를 두고 있다. 주요 활동으로는 해외 대학 및 교육기관과의 협력을 통한 유학 박람회 개최가 있다. 2025년 3월 기준, 누적 유학생 수는 약 76,000명이다.

## 주요 서비스
edm유학센터는 해외 대학 및 대학원 입학 컨설팅, 어학연수 컨설팅, 미술·디자인 유학 컨설팅(포트폴리오 지도 포함), 조기유학 컨설팅, 전문유학(요리, 간호, 자동차정비 등) 프로그램을 제공하고 있다.

## 지사 및 협력 기관
- 국내 직영 지사: 강남, 부산, 대구
- 해외 직영 지사: 영국 런던, 대만 타이베이
- 해외 협력 지사: 밴쿠버, 토론토, 뉴욕, 샌프란시스코, 시드니, 멜버른, 오클랜드 등

## 수상 및 인증
- 2005~2015년: 주한영국문화원 영국유학전문가 과정 1위 다수 수상[4][5]

- 2015~2024년: 대한민국 교육브랜드 대상 '아트유학&유학미술학원 부문' 10년 연속 수상[6]
- 2018년: 독서경영 우수 직장 최우수상 수상[7]
- 2018년: 고용노동부 '워라밸 실천기업' TOP10[8]
- 2023년: 잡플래닛 '일하기 좋은 교육업체' 1위 선정[9]
- 2011~2025년: 퍼스트브랜드 대상 '유학기업 부문' 15년 연속 수상[10][11]

## 사회 공헌
- 유학원 사기 피해자 구제 활동 (2011, 2013, 2016): 유학 사기 피해 학생들에게 총 수억 원 상당 수업료 무상 지원 (영국, 필리핀 등 어학원 협력)[12][13]

- COVID-19 팬데믹 대응 (2020): 학비 환불 TF팀 운영, 3개월 내 약 1,000여 건의 학비 환불 완료